# Movimento Socialista Militante
O Movimento Socialista Militante é um partido político de centro-esquerda das Ilhas Maurício que adere às filosofias do socialismo e da democracia política. É o maior partido político da Assembléia Nacional das Maurícias, elegendo 34 dos 69 assentos nas eleições gerais de 2014. 6 parlamentares da oposição se uniram oficialmente ao partido, formando uma bancada de 40 parlamentares. Também detém o maior número de cadeiras em todas as prefeituras do país, entre 60 e 120 conselheiros em cada município.
O MSM venceu, isoladamente ou como parte de uma coalizão, cinco das onze eleições nas Maurícias desde a independência (em 1983, 1987, 1991, 2000 e 2014). Extrai a maior parte de seu apoio da maioria hindu do país.
Foi fundado em 1983 por Sir Anerood Jugnauth, que foi primeiro-ministro três vezes, por um total de dezesseis anos (1982-1995, 2000-2003, 2014-2017). Ele também foi presidente de 2003 a 2012.
Desde 2011, a diretoria do MSM é composto por quatro membros, Pravind Jugnauth (Líder), Nando Bodha (Secretário Geral), Showkatally Soodhun (Presidente) e Leela Devi Dookhun (Vice-Presidente).

## História
O Movimento Socialista Militante surgiu em 1983 da divisão entre os líderes dos dois principais partidos que compunham o governo de coalizão - o fundador do MMM Paul Bérenger e o líder do Partido Socialista Mauriciano (PSM), Harish Boodhoo. Bérenger propôs uma emenda constitucional para dividir os poderes executivos do Primeiro Ministro para o Gabinete. O primeiro-ministro Jugnauth, membro do MMM, rejeitou a proposta da Bérenger e foi apoiado pela Boodhoo. Bérenger buscou votos no parlamento para substituir Jugnauth por Prem Nababsing, mas Jugnauth dissolveu abruptamente a Assembléia Nacional antes que ela tivesse a chance de votar. O MMM se separou, com Jugnauth e seus apoiadores se unindo ao MSP de Boodhoo para formar o MSM.
O MSM, em um pacto eleitoral com o Partido Trabalhista e o PMSD, ganhou a eleição e Jugnauth permaneceu no cargo. O MSM venceu a eleição de 1987 com os mesmos parceiros e a eleição de 1991 em uma coalizão com o MMM.
A coalizão com o MMM acabou sendo apenas uma aproximação temporária. Antes da eleição prevista para 1996, o MMM deixou o governo e formou uma aliança com o Partido Trabalhista. Vários parlamentares MSM também desertaram da oposição, colocando a administração de Jugnauth sob pressão. As eleições acabaram sendo antecipadas para 1995. A coalizão trabalhista-MMM da oposição conquistou todos os 60 assentos, deixando o MSM sem representação parlamentar. Navin Ramgoolam, do Partido Trabalhista, tornou-se Primeiro Ministro.

## Participação nas eleições nacionais
Número de candidatos lançados pelo MSM para concorrer ao parlamento do pais e número de vagas conquistadas pelo partido de 1983 a 2014. Como a tabela mostra, o número máximo de candidatos que um partido pode lançar é 60, para 69 (70 até 2010) vagas no paramento, essa seriá uma forma de evitar que um partido consiga todos os assentos.
| Ana da eleição | Número de candidatos | Número de vagas conquistadas | Posição | Líder            |
| -------------- | -------------------- | ---------------------------- | ------- | ---------------- |
| 1983           | 35 / 60              | 32 / 70                      | 1       | Anerood Jugnauth |
| 1987           | 35 / 60              | 31 / 70                      | 1       | Anerood Jugnauth |
| 1991           | 33 / 60              | 29 / 70                      | 1       | Anerood Jugnauth |
| 1995           | 40 / 60              | 0 / 70                       | 9       | Anerood Jugnauth |
| 2000           | 30 / 60              | 28 / 70                      | 1       | Anerood Jugnauth |
| 2005           | 30 / 60              | 14 / 70                      | 2       | Pravind Jugnauth |
| 2010           | 18 / 60              | 13 / 70                      | 3       | Pravind Jugnauth |
| 2014           | 39 / 60              | 33 / 69                      | 1       | Pravind Jugnauth |